# Brand New
Brand New ist eine im Jahre 2000 gegründete Alternative-Rock-Band aus Merrick (New York/USA). Sie besteht aus den Mitgliedern Jesse Lacey, Vinnie Accardi, Garrett Tierney und Brian Lane.
Bisher hat die Band fünf Alben veröffentlicht, Your Favorite Weapon (2001), Deja Entendu (2003) The Devil and God Are Raging Inside Me (2006), Daisy (2009) und Science Fiction (2017).

## Bandgeschichte
Lacey, Tierney und Lane waren Mitglieder der Gruppe The Rookie Lot, gemeinsam mit Brandon Reilly (The Movielife). Nachdem die Bandbesetzung einige Male wechselte, kam im Jahr 2000 Vinnie Accardi hinzu und Brand New wurde gegründet. Nach der Aufnahme und dem Release ihrer eigenen 4-Track-EP begann die Gruppe, rund um Long Island zu touren. Sie steigerte ihre Popularität durch Supports von bekannteren Bands, wie zum Beispiel New Found Glory.
2001 veröffentlichten Brand New ihr erstes Album namens Your Favorite Weapon, kurz nach dem Release zweier Songs auf einer Split-EP mit Safety in Numbers. 2003 erschien eine limitierte Auflage der The Holiday EP und ebenso ihr zweites Album Deja Entendu.
Im Jahre 2006 veröffentlichten Brand New ihr drittes Album The Devil and God Are Raging Inside Me. Das Album wurde 2007 von der Zeitschrift Visions zur Platte des Jahres gewählt.
2008 gründeten Brand New ein eigenes Plattenlabel namens Procrastinate! Music Traitors. 2009 erschien das Album Daisy, 2017 das Album Science Fiction.

## Diskografie

### EPs
- 2002: Brand New/Safety In Numbers Split-EP
- 2003: The Holiday

### Studioalben
- 2001: Your Favorite Weapon
- 2003: Deja Entendu
- 2006: The Devil and God Are Raging Inside Me
- 2009: Daisy
- 2017: Science Fiction

### Singles
- 2006: Jesus Christ (US: Gold)

## Videoalben
- 2002: Jude Law And A Semester Abroad
- 2003: Sic Transit Gloria...Glory Fades
- 2003: The Quiet Things That No One Ever Knows
- 2006: Untitled